# Amahuaka peditata
Amahuaka peditata är en insektsart som beskrevs av Nielson 1995. Amahuaka peditata ingår i släktet Amahuaka och familjen dvärgstritar. Inga underarter finns listade i Catalogue of Life.